# پرسنل تجهیزات امنیتی ترافیک هوایی
پرسنل تجهیزات امنیتی ترافیک هوایی (ATSEP) واژه‌ای تعریف شده از سوی سازمان بین‌المللی هوانوردی کشوری (ایکائو) برای پرسنل فنی است که کار آنها ساخت و پشتیبانی از سخت‌افزارها و نرم‌افزارهایی است که بر روی زمین نصب شده و از آنها برای پشتیبانی از ناوبری هوایی و مدیریت ترافیک هوایی استفاده می‌شود.
عمده کارکنان در رساننده خدمات ناوبری هوایی مهندس، کاردان فنی تجربی، متخصصان سخت‌افزار و نرم‌افزار، تهیه، نصب و راه اندازی، یکپارچه‌سازی، کالیبراسیون، تعمیر و نگهداری، بازرسان ایمنی و نظارت بر این سیستم‌ها هستند. تجهیزات مورد استفاده نیز از سیستم‌های الکترونیکی تخصصی گوناگون تا ابزارهای الکترونیکی عمومی ساده مانند درایو دیسک سخت کامپیوتر و نرم‌افزارهای عمومی تا تخصصی متغیر است.
این سیستم‌ها امکان برقراری ارتباط و پشتیبانی ناوبری برای هواگرد، ردیابی (مانند رادار) پردازش داده‌های پرواز و ابزار پشتیبانی برای کنترل ترافیک هوایی را فراهم می‌کنند.
متخصصان تعلیم دیده تجهیزات امنیتی ترافیک هوایی، آموزش پیشرفته‌ای درباره مهندسی سامانه‌ها و مهندسی ایمنی می‌بینند. در بسیاری از کشورهای انگلیسی زبان به جای واژه "پرسنل تجهیزات امنیتی ترافیک هوایی " از واژه ساده "مهندس" استفاده می‌شود. حتی اگر این پرسنل شامل گروه بزرگ و گوناگونی از مهندسان حرفه‌ای و تکنیسین‌های بسیار آموزش دیده باشد.
فدراسیون بین‌المللی اتحادیه امنیتی ترافیک هوایی (IFATSEA) یک سازمان بین‌المللی برای نمایندگی پرسنل تجهیزات امنیتی ترافیک هوایی در مباحث تخصصی است.
فدراسیون بین‌المللی اتحادیه امنیتی ترافیک هوایی، روز ۱۲ نوامبر را به عنوان روز جهانی تجهیزات امنیتی ترافیک هوایی اعلام کرده که در آن از دستاوردهای این افراد برای ایجاد آسمان امن‌تر در جهان قدردانی می‌شود.
در فرانسه این دوره‌های لازم برای دریافت مدرک تجهیزات امنیتی ترافیک هوایی در دانشگاه ملی هوانوردی کشوری فرانسه برگزار می‌شود.